# Torneo Internacional de waterpolo de Portugalete

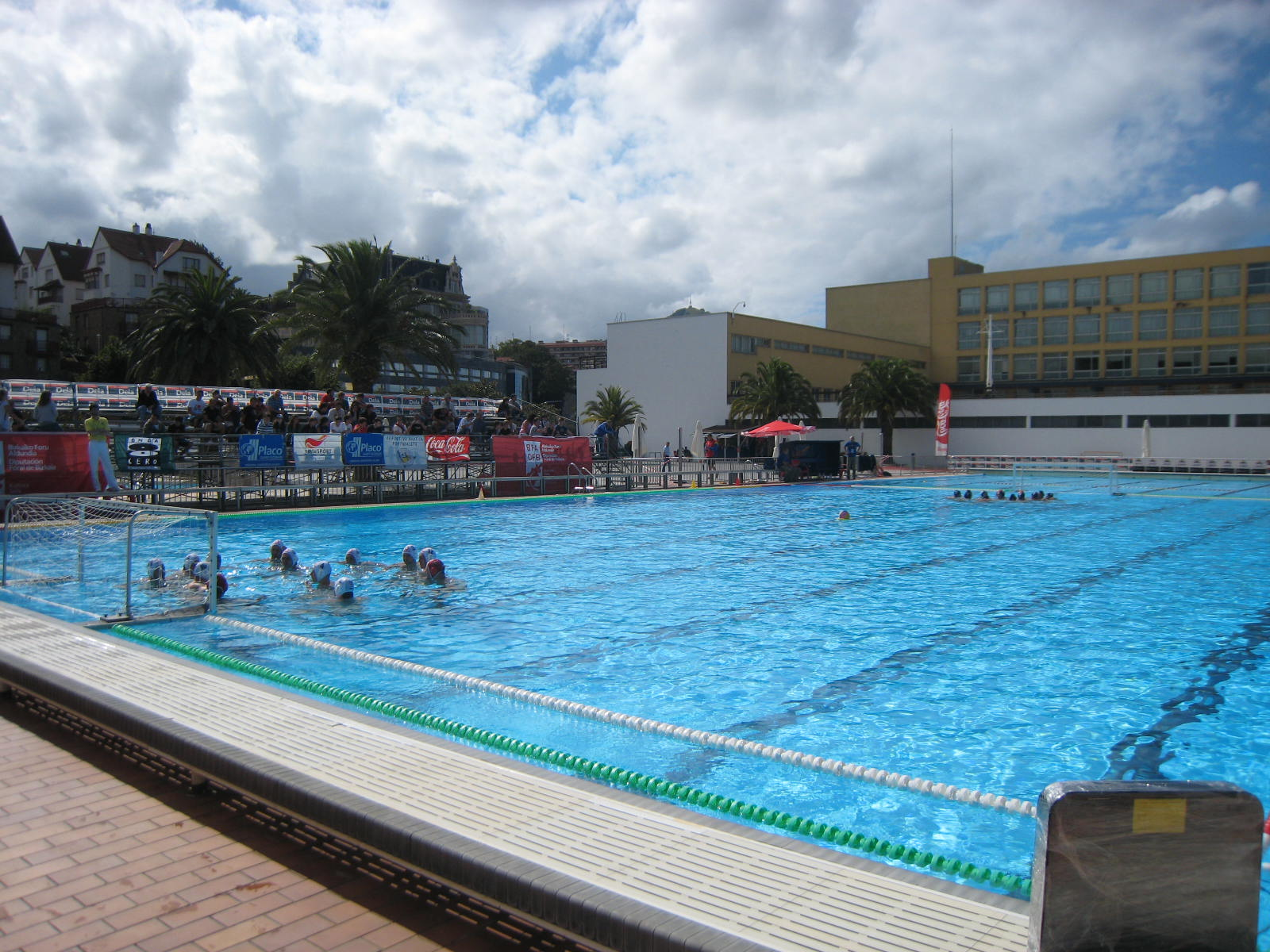
Imagen de la piscina de Portugalete antes de empezar un partido en 2010

El Torneo Internacional de waterpolo de Portugalete es una competición internacional de waterpolo celebrada en la localidad de Portugalete desde el año 1989. 

## Historia
El torneo se crea en 1989 y serán clubes de renombre los que inauguran el palmarés: VK Partizan de Belgrado, Budapest Honvéd SE y el Club Natació Catalunya. A partir del año siguiente 1990 los equipos del torneo serán selecciones nacionales.
De 2002 a 2008, el torneo forma parte de la Liga Mundial de waterpolo FINA.
Durante XXV ediciones la organización estuvo a cargo de la Federación Bizkaina de Natación. A partir de la edición XXVI pasa la responsabilidad al club local, la Deportiva Náutica Portugalete.

## Palmarés
| N.º    | Año  | Primero             | Segundo               | Tercero                | Cuarto           |
| ------ | ---- | ------------------- | --------------------- | ---------------------- | ---------------- |
| XXXI   | 2019 | España              | Italia                | Países Bajos           | Francia          |
| XXX    | 2018 | España femenino     | Grecia femenino       | Australia femenino     | Rusia femenino   |
| XXIX   | 2017 | Italia femenino     | España femenino       | Grecia femenino        | Rusia femenino   |
| XXVIII | 2016 | España femenino     | China femenino        | Brasil femenino        |                  |
| XXVII  | 2015 | España              | Rusia                 | Rumania                | Alemania         |
| XXVI   | 2014 | Grecia              | Francia               | España                 | Rusia            |
| XXV    | 2013 | España femenino     | Australia femenino    | Italia femenino        |                  |
|        | 2013 | España              | Australia             | Italia                 |                  |
| XXIV   | 2012 | Serbia              | España                | Grecia                 | Canadá           |
| XXIII  | 2011 | España femenino     | Inglaterra femenino   |                        |                  |
|        | 2011 | España              | Turquía               |                        |                  |
| XXII   | 2010 | España femenino     | Países Bajos femenino | Italia femenino        | Hungría femenino |
| XXI    | 2010 | Montenegro          | España                | Rumania                | Hungría          |
| XX     | 2009 | España femenino     | Grecia femenino       |                        |                  |
| XIX    | 2009 | España              | Canadá                |                        |                  |
| XVIII  | 2008 | Serbia              | España                | Rusia                  | Rumania          |
| XVII   | 2007 | Hungría             | Rumania               | Croacia                | España           |
| XVI    | 2006 | Serbia y Montenegro | España                | Croacia                | Grecia           |
| XV     | 2005 | España              | Rusia                 | Hungría                | Grecia           |
| XIV    | 2004 | Italia              | España                | Brasil                 |                  |
| XV     | 2003 | España              | Rumania               | España B               | Kazajistán       |
| XIV    | 2002 | España              | Rusia                 | Australia              | Rumania          |
| XIII   | 2001 | España              | Hungría               | Rusia                  | Rumania          |
| XII    | 2000 | España              | Países Bajos          | Kazajistán             | Rumania          |
| XI     | 1999 | Hungría             | España                | Rumania                | Alemania         |
| X      | 1998 | Italia              | España                | Países Bajos           | Grecia           |
| IX     | 1997 | Rusia               | España                | Rumania                | Eslovaquia       |
| VIII   | 1996 | España júnior       | Alemania júnior       | Francia júnior         |                  |
| VII    | 1995 | España              | Alemania              | Rumania                | Francia          |
| VI     | 1994 | España              | Rumania               | Grecia                 |                  |
| V      | 1993 | España              | Rumania               | Estados Unidos         |                  |
| IV     | 1992 | España              | Australia             | Países Bajos           | Grecia           |
| III    | 1991 | Unión Soviética     | España                | Rumania                |                  |
| II     | 1990 | Unión Soviética     | Hungría               | España                 |                  |
| I      | 1989 | VK Partizan         | Budapest Honvéd SE    | Club Natació Catalunya |                  |